# Joe Alexander (Basketballspieler)
Joe Alexander (* 26. Dezember 1986 in Kaohsiung, Taiwan) ist ein US-amerikanisch-israelischer Basketballspieler, der aktuell bei Maccabi Tel Aviv in der Ligat ha’Al unter Vertrag steht.

## Profikarriere
Alexander wurde als Sohn von US-Amerikanern in Taiwan geboren. Er lebte zudem während seiner Kindheit in Hongkong und in der Volksrepublik China, wo sein Vater beruflich tätig war. Im Jugendalter kehrte Alexander mit seiner Familie in die USA zurück, wo sie sich in Maryland niederließen. Nach der Highschool spielte Alexander drei Jahre an der West Virginia University, wo er in seinem Junior-Jahr das Interesse vieler NBA-Scouts auf sich zog. Alexander galt im Vorfeld der NBA-Draft als der athletischste Spieler des Jahrgangs. Er wurde in der NBA-Draft 2008 an 8. Stelle von den Milwaukee Bucks ausgewählt. Alexander sah in seinem ersten Profijahr nur sporadisch Einsatzzeit und kam in 59 NBA-Spielen auf 4,7 Punkte im Schnitt. In seinem Sophomore-Jahr spielte er aufgrund einer Verletzung nicht mehr für die Bucks, sondern für deren Farmteam in der D-League, die Fort Wayne Mad Ants. Mitte der Saison wurde Alexander zu den Chicago Bulls transferiert, wo er nur acht Saisonspiele bestritt und im Schnitt 0,5 Punkte erzielte. Er konnte sich bei den Bulls nicht durchsetzen und wurde daraufhin im Sommer 2010 entlassen. Für einen Kaderplatz bei den New Orleans Hornets konnte er sich im Sommer 2010 nicht empfehlen und ging zurück in die D-League, wo er sich für ein Profiteam neu zu empfehlen versuchte. Er spielte für die Texas Legends und legte mit 20 Punkten und 9 Rebounds im Schnitt gute Statistiken auf, jedoch reichte dies nicht für die NBA. Zu diesem Zeitpunkt galt Alexander als Draftbust, der die hohen Erwartungen in der NBA nicht erfüllen konnte.
Im Juli 2011 unterschrieb Alexander einen Vertrag bei Krasnye Krylja Samara in Russland. Aufgrund einer Schienbeinfraktur verließ er das Team jedoch nach einem Jahr. Er unterschrieb nach einer Genesungsphase im September 2013 einen Vertrag bei den Golden State Warriors, die ihn aber kurz vor Saisonstart wieder entließen. Stattdessen spielte er für das Farmteam der Warriors, den Santa Cruz Warriors erneut in der D-League. Er spielte bis Dezember 2013 für Santa Cruz.
Ende Dezember 2013 unterschrieb Alexander einen Vertrag bei Maccabi Tel Aviv in Israel. Nach einem Jahr bei Dinamo Sassari in Italien kehrte er im August 2016 zu Maccabi zurück. Mit Maccabi gewann er 2015 und 2017 den israelischen Pokal.

## Sonstiges
Alexander besitzt aufgrund seines Großvaters auch die israelische Staatsbürgerschaft, womit er in Israel nicht unter die Ausländerregelung fällt.